# Bake and shark

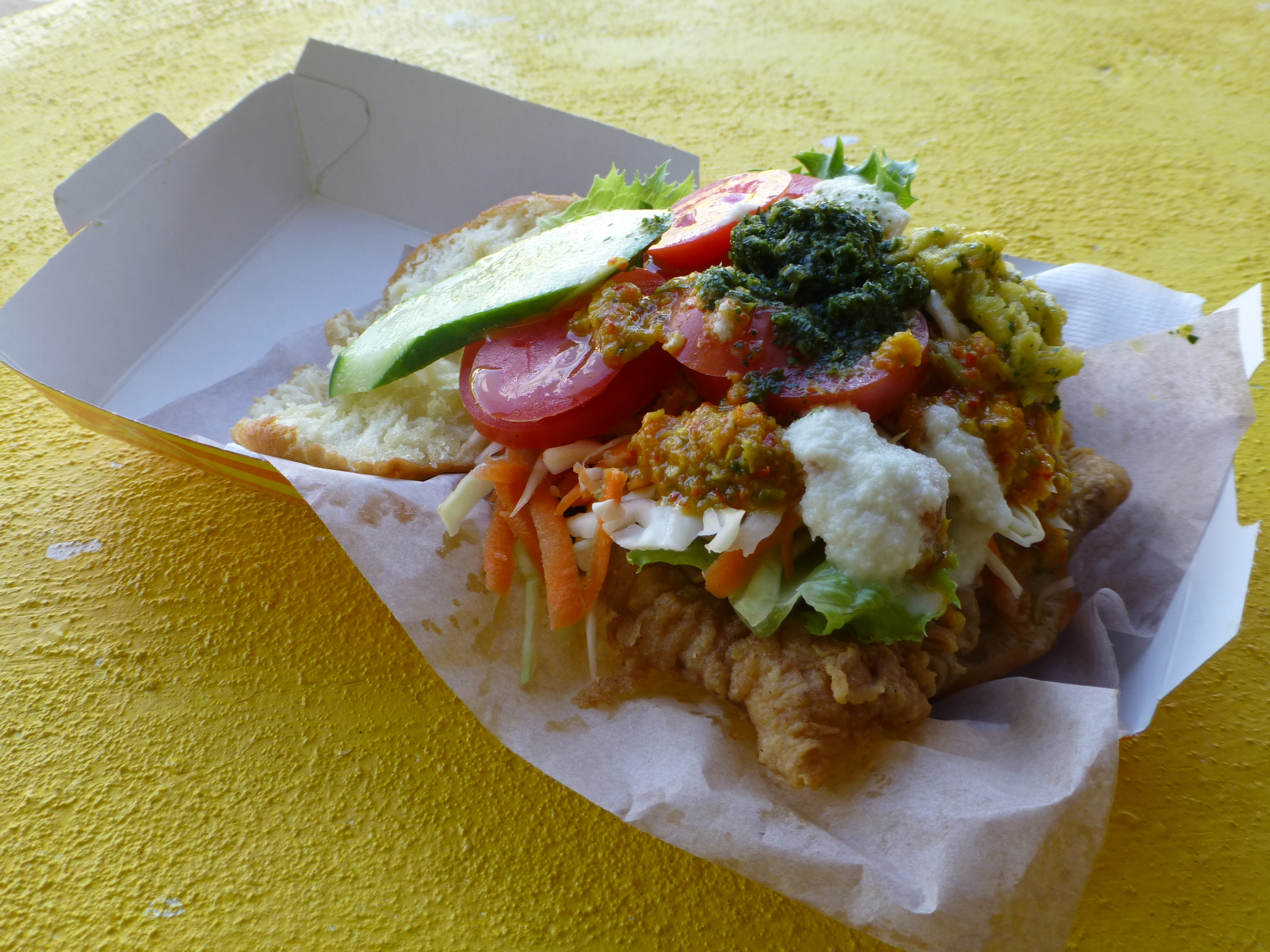
Un bake and shark.

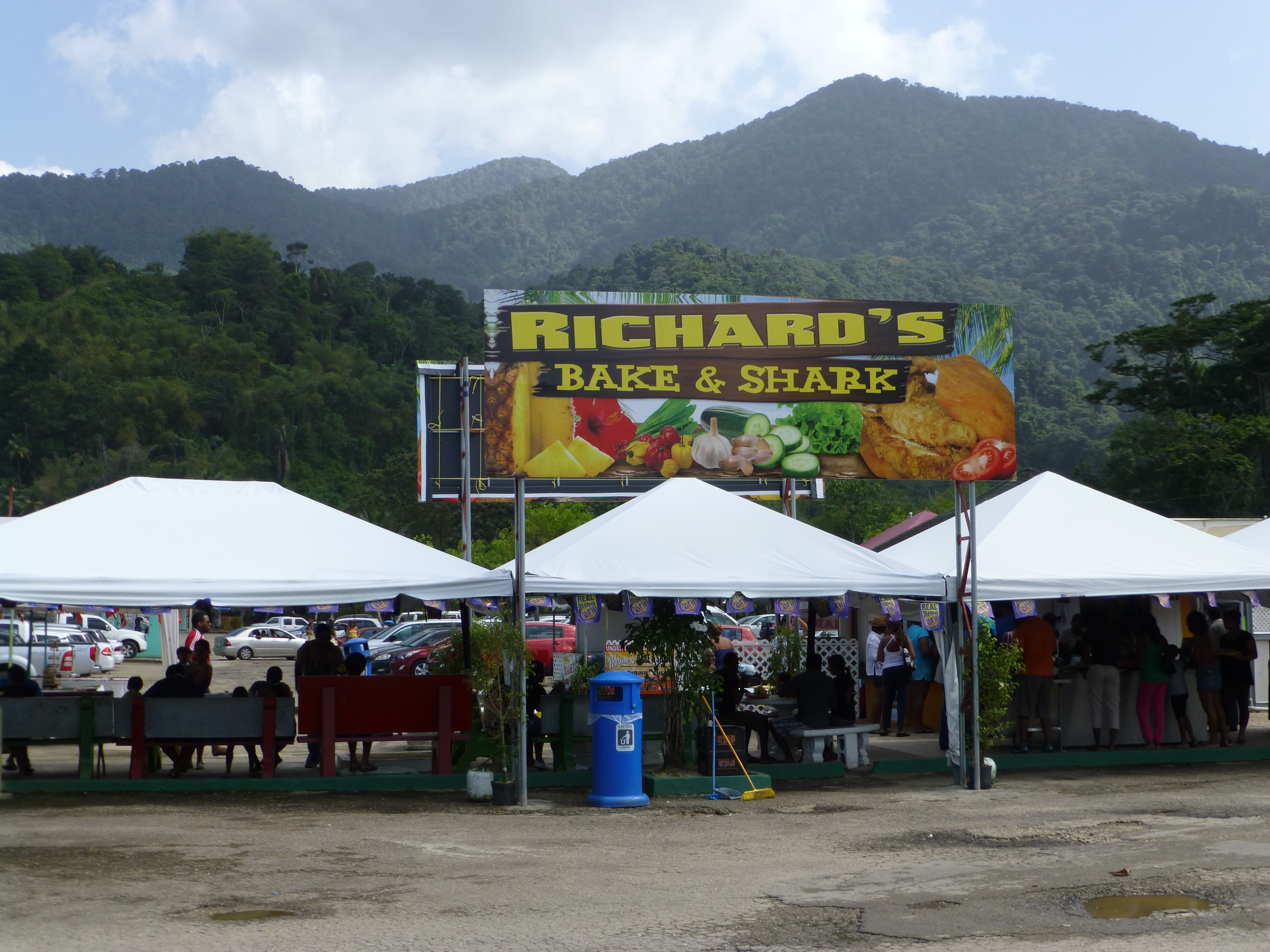
Un kiosque de vente de bake and shark à Maracas Beach, sur l'île de la Trinité.

Le bake and shark est un plat de restauration rapide traditionnel de la cuisine trinidadienne préparé avec du pain plat frit, de la viande de requin et des ingrédients supplémentaires. Il s'agit d'un plat classique de cuisine de rue vendu dans une multitude de kiosques de nourriture partout à Trinité-et-Tobago.

## Préparation
Le bake and shark se compose d'un pain plat frit (bake) rempli de morceaux de viande de requin (shark) frits et de divers autres ingrédients et sauces. Avant d'être panée, la viande de requin est soit assaisonnée avec un mélange d'herbes  ou marinée dans un mélange de jus de citron, d'oignon, d'ail, de thym et de piment capsicum chinense.
Sur la pâte frite et le requin sont fréquemment ajoutés de la laitue, de la salade de chou, des tomates, de l'ananas ainsi que des condiments liquides tels que de la moutarde, du ketchup, de la sauce à l'ail, de la sauce chili ou de la sauce à base de culantro. À Trinidad, le bake and shark est largement associé à la plage de Maracas sur la côte nord, car il s'y trouve une multitude de kiosques en vendant et le requin nécessaire à sa préparation est capturé dans les eaux au large.

## Enjeux environnementaux
En tant que superprédateurs, les requins sont d'une grande importance pour les écosystèmes des océans. De nombreuses espèces de requins sont menacées en raison de la surpêche. Outre les problèmes écologiques et éthiques, cela entraîne également des problèmes économiques car la demande de viande de requin à Trinidad ne peut plus être satisfaite. Souvent, le poisson-chat et la raie sont utilisés comme substituts et identifiés incorrectement. En contrepartie, certains vendeurs de bake and shark s'enorgueillissent d'utiliser de la viande de requin au lieu d'alternatives plus économiques.